# Шагруд (Фуман)
Шагруд (перс. شاهرود) — село в Ірані, у дегестані Ґураб-Пас, в Центральному бахші, шагрестані Фуман остану Ґілян. У переписі 2006 року вказане як окремий населений пункт, але без відомостей про чисельність населення.

## Клімат
Середня річна температура становить 14,08°C, середня максимальна – 32,16°C, а середня мінімальна – -5,55°C. Середня річна кількість опадів – 185 мм.
| Клімат поселення                              | Клімат поселення | Клімат поселення | Клімат поселення | Клімат поселення | Клімат поселення | Клімат поселення | Клімат поселення | Клімат поселення | Клімат поселення | Клімат поселення | Клімат поселення | Клімат поселення | Клімат поселення |
| Показник                                      | Січ.             | Лют.             | Бер.             | Квіт.            | Трав.            | Черв.            | Лип.             | Серп.            | Вер.             | Жовт.            | Лист.            | Груд.            |                  |
| Середній максимум, °C                         | 7,24             | 9,24             | 14,16            | 20,48            | 25,38            | 30,56            | 32,16            | 30,95            | 26,94            | 20,61            | 14,04            | 8,65             |                  |
| Середня температура, °C                       | 0,84             | 2,84             | 7,75             | 14,09            | 18,98            | 24,17            | 26,66            | 25,47            | 21,44            | 15,12            | 8,55             | 3,15             |                  |
| Середній мінімум, °C                          | −5,55            | −3,57            | 1,35             | 7,68             | 12,56            | 17,75            | 21,16            | 19,97            | 15,94            | 9,61             | 3,04             | −2,34            |                  |
| Норма опадів, мм                              | 21               | 23               | 36               | 27               | 24               | 6                | 3                | 2                | 3                | 7                | 11               | 22               |                  |
| Середньомісячна швидкість вітру, м/с          | 1.78             | 2.06             | 2.78             | 2.95             | 2.92             | 2.86             | 3.07             | 2.75             | 2.40             | 2.10             | 1.76             | 1.68             |                  |
| Середньомісячна сонячна радіація, кДж/м²·день | 8854             | 11858            | 14575            | 18005            | 21893            | 24978            | 25430            | 23856            | 19947            | 14565            | 10576            | 8555             |                  |
| --------------------------------------------- | ---------------- | ---------------- | ---------------- | ---------------- | ---------------- | ---------------- | ---------------- | ---------------- | ---------------- | ---------------- | ---------------- | ---------------- | ---------------- |
| Джерело:                                      |                  |                  |                  |                  |                  |                  |                  |                  |                  |                  |                  |                  |                  |